# メトロファルス
MetroFarce（メトロファルス）は、1981年に結成された日本のニューウェーブ／アヴァンギャルドロックバンド。フォークや実験音楽の要素を取り入れ、都市的かつユーモラスなサウンドを展開。東京都を拠点に活動し、日本のインディーシーンにおいて長年にわたって活動を続ける老舗バンドの一つとして知られる。

## 概要
初期からフォーク、ニューウェーブ、実験音楽といったジャンルを融合し、都市生活や日常の裏側に潜む不条理を音楽で描く独自のスタイルを確立 。

## メンバー
公式サイトによれば、1980年代中期の作品時点でのラインナップは以下の通り ：
- 伊藤ヨタロウ（Vo）
- 光永 “GUN” 巌（Gt, Vo）
- バカボン鈴木（Ba, Vo）
- ライオンメリィ（Key, Vo）
- 岩瀬 “チャバネ” 雅彦（Dr）

ゲスト奏者として、白井良明（MOON RIDERS）、小玉和文（MUTE BEAT）、小沢亜子（ZELDA）などが参加。

## 活動と音楽性
映画『未来世紀ブラジル』を想起させる“懐かしの未来”をテーマに、シンセポップやサンプリング、サーカス的演出を交えたパフォーマンスを展開。ライブではコミカルかつ観客参加型の演出が特徴。メンバーによるエピソードも豊富に記録されている 。
また、NTSラジオやLast.fmなどでも取り上げられており、都市的テーマを扱った楽曲「Metro De Noël」などがプレイリストに収録されている。

## ディスコグラフィ

### アルバム・EP（リリース年代順）
- MetroFarce（EP, 1982）
- Barizanveux（LP, 1983）
- Pipi Zazou（LP, 1984）
- Gaia（LP, 1988）
- Good Morning Mr. Talisman（LP, 1989）
- Shiya Rakuseiya（EP, 1990）
- Image Liмbo Tou（LP, 1996）

その他EP（1986年『Past Future Animators』など）や『Stands』（1987）、『Fuukyou Den』（1994）もリリース。

## メディア展開・評価
- Sputnikmusic ではニューウェーブ／フォーク／実験音楽のバンドとして紹介され、「日本のアヴァンギャルドバンドの中でも特異な地位を占める」バンドとして評価。
- Discogs によると、多数の海外レコードバイヤーに注目され、リリース作品がマーケットに流通している。
- NTSやLast.fm でもサブカル的ベースで楽曲が紹介され、都市的なテーマと実験性が評価されている。